# Liste der denkmalgeschützten Objekte in Fließ
Die Liste der denkmalgeschützten Objekte in Fließ enthält die 37 denkmalgeschützten, unbeweglichen Objekte der Gemeinde Fließ.

## Denkmäler
| Foto |                 | Denkmal                                                                                        | Standort                                                                       | Beschreibung | Metadaten |
| ---- | --------------- | ---------------------------------------------------------------------------------------------- | ------------------------------------------------------------------------------ | --- | --- |
| ja   | Datei hochladen | Ortskapelle hl. Philomena HERIS-ID: 78132 Objekt-ID: 91777 TKK: 28708                          | östlich Dorf 6 Standort KG: Fließ                                              | Die große Ortskapelle hl. Philomena, im Volksmund Kreuzkirchl genannt, wurde 1922 erbaut, mit einer Fassade mit geschweiftem Giebel und zwei seitlichen Dachreitern mit Zwiebelhelmen. Stationsbilder vom Maler Thamian Knabl. Hinter der Kapelle in den Fels eingemeißelt ein Schalenstein mit 70 Schalen. | BDA-Hist.: Q38151486 Status: § 2a Stand der BDA-Liste: 2025-06-30 Name: Ortskapelle hl. Philomena GstNr.: .148                                                                        |
| ja   | Datei hochladen | Einfamilienhaus HERIS-ID: 46430 Objekt-ID: 48445 TKK: 28727                                    | Dorf 90 Standort KG: Fließ                                                     | Sogenanntes Baumannhaus, nach den Plänen des Architekten Franz Baumann. Der zweigeschoßige, unterkellerte Mauerbau mit Pultdach wurde 1934 im Dorfzentrum von Fließ errichtet. Es handelt sich um eine gelungene Synthese moderner Tiroler Baukunst durch Verbindung traditioneller und moderner Bauelemente. | BDA-Hist.: Q38021494 Status: Bescheid Stand der BDA-Liste: 2025-06-30 Name: Einfamilienhaus GstNr.: .70                                                                               |
| ja   | Datei hochladen | Ehemaliges Widum / Archäologisches Museum HERIS-ID: 55350 Objekt-ID: 63976 TKK: 28706          | Dorf 115 Standort KG: Fließ                                                    | Das ehemalige Widum südwestlich der Pfarrkirche stammt im Baukern aus dem Jahr 1360. Seit 1994 beherbergt es das Archäologische Museum Fließ. Der in den Hang gebaute, zweigeschoßige Mauerbau mit flachem Satteldach weist an der Hauptfassade im Süden rundbogige Portale im Untergeschoß und Fassadenmalerei auf. Die Gebäudekanten sind mit gemalter Eckquaderung versehen, die Fenster mit Dekorationsmalerei gerahmt. Die gemalten Wappen stammen inschriftlich von 1504. Im Obergeschoß befindet sich ein barockes Freskomedaillon mit dem Gnadenbild Mariahilf. | BDA-Hist.: Q17310346 Status: § 2a Stand der BDA-Liste: 2025-06-30 Name: Ehemaliges Widum / Archäologisches Museum GstNr.: .2/1                                                        |
| ja   | Datei hochladen | Kath. Pfarrkirche Mariä Himmelfahrt HERIS-ID: 55352 Objekt-ID: 63978 TKK: 17746                | neben Dorf 115 Standort KG: Fließ                                              | Der spätgotische Bau mit romanischem Turm in der Ortsmitte ist von Friedhof umgeben. | BDA-Hist.: Q1899596 Status: § 2a Stand der BDA-Liste: 2025-06-30 Name: Kath. Pfarrkirche Mariae Himmelfahrt GstNr.: .1 Alte Pfarrkirche Mariä Himmelfahrt, Fließ                      |
| ja   | Datei hochladen | Friedhof der Pfarrkirche Mariä Himmelfahrt HERIS-ID: 78113 Objekt-ID: 91758 TKK: 119714        | bei Dorf 115 Standort KG: Fließ                                                | In der Friedhofsmauer der Pfarrkirche Mariä Himmelfahrt sind Nischenbildstöcke, teils mit Stuckdekor. Rokoko-Schmiedeeisenkreuz aus dem 18. Jahrhundert. Stationsbilder aus dem Jahr 1963. | BDA-Hist.: Q38151416 Status: § 2a Stand der BDA-Liste: 2025-06-30 Name: Friedhof der Pfarrkirche Maria Himmelfahrt in Fließ GstNr.: 5687, 38/1                                        |
| ja   | Datei hochladen | Aufbahrungshalle, Totenkapelle HERIS-ID: 78115 Objekt-ID: 91760 TKK:                           | Dorf 115 Standort KG: Fließ                                                    | Die Totenkapelle wurde 1840 erbaut und hat eine zweijochige Rundapsis mit Stichkappentonne und birgt eine Kreuzigungsgruppe mit einem Kruzifix, Maria und Johannes. | BDA-Hist.: Q38151425 Status: § 2a Stand der BDA-Liste: 2025-06-30 Name: Aufbahrungshalle, Totenkapelle GstNr.: .2/1                                                                   |
| ja   | Datei hochladen | Kriegerdenkmal HERIS-ID: 78116 Objekt-ID: 91761 TKK: 28707                                     | Dorf 115 Standort KG: Fließ                                                    | Das Kriegerdenkmal bei Südportal des Friedhofes hat einen überlebensgroßen Kruzifix in Kupfer getrieben, im Jahre 1932 vom Bildhauer Andreas Hatzl geschaffen, nach einem Entwurf des Bildhauers Franz Josef Kranewitter. | BDA-Hist.: Q38151435 Status: § 2a Stand der BDA-Liste: 2025-06-30 Name: Kriegerdenkmal GstNr.: .2/1                                                                                   |
| ja   | Datei hochladen | Ehemaliger Gasthof Weißes Kreuz HERIS-ID: 111030 Objekt-ID: 128805 TKK: 34632                  | Dorf 118 Standort KG: Fließ                                                    | Das Gebäude im alten Ortskern reicht in seiner Bausubstanz bis in das 14. Jahrhundert zurück, aus dieser Zeit sind das Mauerwerk, die gotische Balkendecke und der gotische Holzpfeiler im Keller erhalten. Die barocke Stube im ersten Obergeschoß stammt aus der Zeit um 1623, der getäfelte Saal stammt aus dem frühen 20. Jahrhundert. Die Fassadenmalerei wurde 1957 von Engelbert Gitterle geschaffen. | BDA-Hist.: Q37821597 Status: Bescheid Stand der BDA-Liste: 2025-06-30 Name: Ehemaliger Gasthof Weißes Kreuz GstNr.: .4/1                                                              |
| ja   | Datei hochladen | Immaculatabrunnen HERIS-ID: 78119 Objekt-ID: 91764 TKK: 28659                                  | gegenüber Dorf 135 Standort KG: Fließ                                          | Vor dem Widum am westlichen Ende der Dorfstraße mit barocker Figur. | BDA-Hist.: Q38151443 Status: § 2a Stand der BDA-Liste: 2025-06-30 Name: Immaculatabrunnen GstNr.: 5485/1                                                                              |
| ja   | Datei hochladen | Kath. Pfarrkirche hl. Barbara HERIS-ID: 85805 Objekt-ID: 100029 TKK: 28737                     | gegenüber Dorf 144 Standort KG: Fließ                                          | Mächtiger Bau mit Doppelturmfassade in exponierter Lage hoch über dem Inntal, von 1794 bis 1804 als neue Pfarrkirche an der Stelle einer Vorgängerkapelle hl. Barbara errichtet. | BDA-Hist.: Q807719 Status: § 2a Stand der BDA-Liste: 2025-06-30 Name: Kath. Pfarrkirche hl. Barbara GstNr.: .30 Barbarakirche (Fließ)                                                 |
| ja   | Datei hochladen | Neuer Widum HERIS-ID: 78120 Objekt-ID: 91765 TKK: 41760                                        | Dorf 149 Standort KG: Fließ                                                    | Das Widum wurde nach dem Dorfbrand 1897 anstelle des von 1641 stammenden zerstörten Vorgängerbaus errichtet. Der zweigeschoßige Mauerbau mit Satteldach und regelmäßiger Achsengliederung ist giebelseitig von Süden über ein Segmentbogenportal erschlossen, über dem Eingang befindet sich ein Erker auf Mauerkonsolen. Die Maueröffnungen und der Erker sind mit ornamentalen Sgraffitorahmen aus der Zeit um 1950 betont. | BDA-Hist.: Q38151452 Status: § 2a Stand der BDA-Liste: 2025-06-30 Name: Neuer Widum GstNr.: .20                                                                                       |
| ja   | Datei hochladen | Kalvarienberg HERIS-ID: 78124 Objekt-ID: 91769 TKK: 28711                                      | Dorf 185s, in der Nähe Standort KG: Fließ                                      | Lebensgroße Kreuzigungsgruppe mit sechs Figuren aus dem Ende des 18. Jahrhunderts. | BDA-Hist.: Q38151461 Status: § 2a Stand der BDA-Liste: 2025-06-30 Name: Kalvarienberg GstNr.: .590                                                                                    |
| ja   | Datei hochladen | Burg Biedenegg und Zwinger HERIS-ID: 39071 Objekt-ID: 38776 TKK: 28738                         | Dorf 237 Standort KG: Fließ                                                    | Burg mit zentralem viergeschoßigen Bergfried aus der Mitte des 13. Jahrhunderts. | BDA-Hist.: Q1379421 Status: Bescheid Stand der BDA-Liste: 2025-06-30 Name: Burg Biedenegg und Zwinger GstNr.: .135, 935 Schloss Biedenegg                                             |
| ja   | Datei hochladen | Kapelle Herz Jesu (St. Georgs-Kapelle) HERIS-ID: 78009 Objekt-ID: 91649 TKK: 28715             | Eichholz-File, Nähe Eichholz 337a Standort KG: Fließ                           | 1954 erbaut. Mit Relieffiguren vom Bildhauer Josef Bachlechner der Jüngere. Altarmensa mit Sgraffito vom Maler Norbert Strolz. | BDA-Hist.: Q38151078 Status: § 2a Stand der BDA-Liste: 2025-06-30 Name: Herz-Jesu-Kapelle (St. Georgs-Kapelle) in Eichholz-File GstNr.: .754                                          |
| ja   | Datei hochladen | Kapelle HERIS-ID: 78004 Objekt-ID: 91644 TKK: 28713                                            | Eichholz-Putschern, Nähe Eichholz 353 Standort KG: Fließ                       | In der 1. Hälfte des 19. Jahrhunderts mit Rundapsis und Glockenstuhl errichtet. Mit einem Kruzifix aus dem 17. Jahrhundert. | BDA-Hist.: Q38151056 Status: § 2a Stand der BDA-Liste: 2025-06-30 Name: Kapelle Eichholz-Putschern GstNr.: .414                                                                       |
| ja   | Datei hochladen | Kapelle HERIS-ID: 78010 Objekt-ID: 91650 TKK: 28719                                            | Eichholz-Schweighof, Nähe Eichholz 295 Standort KG: Fließ                      | Barocker Bau aus dem Ende des 17. Jahrhunderts mit Kreuzgratgewölbe und Stuckrippen und stuckierten Engelsköpfen mit Trauben. Mit einem Bild Schmerzhafte Maria aus der Bauzeit. | BDA-Hist.: Q38151093 Status: § 2a Stand der BDA-Liste: 2025-06-30 Name: Kapelle Eichholz-Schweighof GstNr.: .481                                                                      |
| ja   | Datei hochladen | Via Claudia Augusta HERIS-ID: 66283 Objekt-ID: 79159 TKK:                                      | Fließer Platte Standort KG: Fließ                                              | Die Via Claudia Augusta verläuft im Gemeindegebiet von Fließ Dorf über die Antoniuskapelle, Eichholz Rechern, Eichholz Moosanger und die Fließer Platte bis zum Schloss Landeck. In einem Raum in Dorfzentrum sind die Funde entlang der Via Claudia Augusta ausgestellt. | BDA-Hist.: Q42328079 Status: Bescheid Stand der BDA-Liste: 2025-06-30 Name: Via Claudia Augusta GstNr.: 4318, 5566, 5518/1 Via Claudia Augusta in Fließ                               |
| ja   | Datei hochladen | Kath. Pfarrkirche Unsere Liebe Frau Mariä Opferung HERIS-ID: 78079 Objekt-ID: 91722 TKK: 28703 | bei Hochgallmigg 106 Standort KG: Fließ                                        | Auf steilem Gelände im Kirchweiler Hochgallmigg 1707 erbaut und 1734 geweiht. | BDA-Hist.: Q1899614 Status: § 2a Stand der BDA-Liste: 2025-06-30 Name: Kath. Pfarrkirche Unsere Liebe Frau Mariae Opferung GstNr.: .275 Church of Presentation of Virgin Mary (Fließ) |
| ja   | Datei hochladen | Friedhof HERIS-ID: 78080 Objekt-ID: 91723 TKK:                                                 | neben Hochgallmigg 106 Standort KG: Fließ                                      | | BDA-Hist.: Q38151302 Status: § 2a Stand der BDA-Liste: 2025-06-30 Name: Friedhof Hochgallmigg GstNr.: .275                                                                            |
| ja   | Datei hochladen | Ehemalige Hofkapelle HERIS-ID: 99371 Objekt-ID: 115493 TKK: 28702                              | bei Niedergallmig 4 Standort KG: Fließ                                         | Die aus der ersten Hälfte des 19. Jahrhunderts stammende ehemalige Hofkapelle ist eine rechteckig gemauerte Kapelle mit Rundapsis und einem Dachreiter am schindelgedeckten Satteldach. Das Portal und die seitlichen Fenster haben Rundbögen, die Gebäudeöffnungen und Mauerkanten sind mit einfacher Putzrahmung gegliedert. Anmerkung: Der Hof ist 1933 abgebrannt und nicht mehr vorhanden, seine Ruinen sind im Luftbild erkennbar. Die Kapelle existiert noch nach Datenblattfotos.                                                                               | BDA-Hist.: Q37773978 Status: § 2a Stand der BDA-Liste: 2025-06-30 Name: Ehemalige Hofkapelle GstNr.: .192/1                                                                           |
| ja   | Datei hochladen | Kapelle St. Josef HERIS-ID: 78089 Objekt-ID: 91732 TKK: 28701                                  | neben Niedergallmigg 29 Standort KG: Fließ                                     | Nach den Plänen des Architekten Karl Lochbihler erbaut und 1969 geweiht. Altar von Engelbert Gitterle. | BDA-Hist.: Q38151347 Status: § 2a Stand der BDA-Liste: 2025-06-30 Name: Kapelle Niedergallmigg GstNr.: 5791                                                                           |
| ja   | Datei hochladen | Kapelle Moosanger in Piller HERIS-ID: 59761 Objekt-ID: 71332 TKK: 115586                       | neben Piller 1 Standort KG: Fließ                                              | Kapelle mit Rundapsis und Glockenstuhl und Schindeldach. Altar um 1860. | BDA-Hist.: Q38088632 Status: § 2a Stand der BDA-Liste: 2025-06-30 Name: Kapelle Moosanger in Piller GstNr.: .678                                                                      |
| ja   | Datei hochladen | Kapelle Mariahilf HERIS-ID: 61973 Objekt-ID: 74469 TKK: 28696                                  | bei Piller 9 Standort KG: Fließ                                                | Im 19. Jahrhundert mit Rundapsis und Glockenstuhl errichtet. Altar mit Bild Maria Hilf. Barocker Kruzifix um 1700. | BDA-Hist.: Q38098164 Status: Bescheid Stand der BDA-Liste: 2025-06-30 Name: Kapelle Mariahilf in Tasche GstNr.: 6465/2                                                                |
| ja   | Datei hochladen | Kaplaneikirche Maria Schnee HERIS-ID: 55780 Objekt-ID: 64618 TKK: 28694                        | neben Piller 47 Standort KG: Fließ                                             | Von 1850 bis 1853 erbaut, 1862 geweiht. Deckenbilder Szenen aus dem Marienleben im Langhaus aus 1904 vom Maler Johann Kärle. Orgel von Franz Weber aus 1860. Glocke von Jakob Graßmayr aus 1791. | BDA-Hist.: Q38067887 Status: § 2a Stand der BDA-Liste: 2025-06-30 Name: Kaplaneikirche Maria Schnee GstNr.: 6342, 6343                                                                |
| ja   | Datei hochladen | Friedhof Piller und Kapelle HERIS-ID: 78131 Objekt-ID: 91776 TKK: 20661                        | neben Piller 52 Standort KG: Fließ                                             | An der Sattelstraße ein Friedhof mit einer Friedhofskapelle mit einem Pestkreuz. Ursprünglich eine Ende des 17. Jahrhunderts erbaute Kirche. Kaplanei seit 1709. | BDA-Hist.: Q38151477 Status: § 2a Stand der BDA-Liste: 2025-06-30 Name: Friedhof Piller und Kapelle GstNr.: 6354                                                                      |
| ja   | Datei hochladen | Brandopferplatz Pillersattel und Altstraße HERIS-ID: 47047 Objekt-ID: 49539 TKK:               | Piller Höhe Standort KG: Fließ                                                 | Der Kultplatz, welcher von der mittleren Bronzezeit bis zum Ende des Römischen Reiches im Gebrauch war, hatte im Kultverlauf im Anfang Blutopfer, dann Sachopfer und zum Ende Wertopfer. Er wurde 1991 entdeckt. | BDA-Hist.: Q38025380 Status: Bescheid Stand der BDA-Liste: 2025-06-30 Name: Brandopferplatz Pillersattel und Altstraße GstNr.: 5271/1, 5271/23, 5286/1, 5508/23, 6514                 |
| ja   | Datei hochladen | Kapelle hl. Michael HERIS-ID: 59760 Objekt-ID: 71331 TKK: 28722                                | südöstlich Puschlin 83 Standort KG: Fließ                                      | Der rechteckige Mauerbau mit dreiseitigem Chorschluss und steilem, schindelgedecktem Satteldach wurde 1812 errichtet. An der Südwestecke ist ein Glockentürmchen mit Pyramidendach angebaut. An der Westseite befindet sich ein Rundbogenportal, traufseitig und im Chorbereich je eine segmentbogig geschlossene Fensteröffnung. Das Innere ist von einer Stichkappentonne überwölbt, der Altarbereich ist durch einen Gurtbogen abgesetzt. | BDA-Hist.: Q38088623 Status: § 2a Stand der BDA-Liste: 2025-06-30 Name: Kapelle hl. Michael GstNr.: .789                                                                              |
| ja   | Datei hochladen | Fußgängerbrücke Urgen/Nesselgartenbrücke HERIS-ID: 78015 Objekt-ID: 91655 TKK: 28657           | Urgen 62, in der Nähe Standort KG: Fließ                                       | Urgener Innbrücke: Doppeltes, auf beidseitig abgestrebten Schürbalken aufruhendes Hängewerk. Spannweite 34,5 m. 2,5 m breit. 1882 vom Zimmermeister Gitterle erbaut. 1976 restauriert. | BDA-Hist.: Q38151119 Status: § 2a Stand der BDA-Liste: 2025-06-30 Name: Fußgängerbrücke Urgen/Nesselgartenbrücke GstNr.: 5641/1, 5558, 5634 Urgener Holzbrücke                        |
| ja   | Datei hochladen | Filialkirche hl. Wolfgang HERIS-ID: 78011 Objekt-ID: 91651 TKK: 28700                          | südöstlich Urgen 75 Standort KG: Fließ                                         | Der ursprüngliche Bau wurde im Jahre 1848 zweijochig mit Rundapsis und Stichkappentonne erbaut und 1957 mit Turm und Sakristeianbau ergänzt. Dieser musste 1987 einem Straßenbau weichen und wurde 1988/89 in der Nähe durch einen Neubau nach Plänen von Ekkehard Hörmann ersetzt. Der gemauerte Zentralbau über einem achteckigen Grundriss ist mit einem Zeltdach versehen, das in der Mitte eine achteckige Laterne als Glockenturm aufweist. | BDA-Hist.: Q38151100 Status: § 2a Stand der BDA-Liste: 2025-06-30 Name: Kath. Filialkirche hl. Wolfgang in Urgen GstNr.: .834 Filialkirche Urgen                                      |
| ja   | Datei hochladen | Fußgängerbrücke Alter Zoll/Lochbrücke HERIS-ID: 78085 Objekt-ID: 91728 TKK: 28656              | Zoll 423, in der Nähe Standort KG: Fließ                                       | Etwas kleinere Brücke gleicher Bauart wie die Urgener Innbrücke aus derselben Bauzeit. | BDA-Hist.: Q38151313 Status: § 2a Stand der BDA-Liste: 2025-06-30 Name: Straßenbrücke, Alter Zoll/Lochbrücke GstNr.: 5641/1, 5532/2, 5634                                             |
| ja   | Datei hochladen | Kapelle zur schmerzhaften Maria HERIS-ID: 78086 Objekt-ID: 91729 TKK: 28699                    | gegenüber Zoll 435 Standort KG: Fließ                                          | Barocker Bau mit zweijochigem Schiff und leicht eingezogenen einjochigen Chor mit Dreiseitschluss. Fassade mit geschweiftem Giebel und Dachreiter mit Zwiebelhelm. Langhaus mit Flachtonne mit Stichkappen, Pilastergliederung und Rundbogenfenster. Hochaltar aus dem Anfang des 19. Jahrhunderts mit Altarbild Beweinung Christi, italienisch, aus 1526. Pestkreuz, Figuren Unser Herr im Elend, Schmerzhafte Maria. | BDA-Hist.: Q38151325 Status: § 2a Stand der BDA-Liste: 2025-06-30 Name: Kapelle zur schmerzhaften Maria in Altenzoll GstNr.: .161                                                     |
| ja   | Datei hochladen | Bauernhof, Ehemaliger Gasthof Alter Zoll HERIS-ID: 39072 Objekt-ID: 38777 TKK: 28734           | Zoll 435 Standort KG: Fließ                                                    | Einhof mit Gewölbe im Keller, mit Backofenerker, im Obergeschoß in Fachwerk aufgezimmert. Im Kern wahrscheinlich 16. Jahrhundert. Stubentäfelung im Obergeschoß mit 1738 bezeichnet. | BDA-Hist.: Q37986806 Status: Bescheid Stand der BDA-Liste: 2025-06-30 Name: Bauernhof, Ehemaliger Gasthof Alter Zoll GstNr.: .157                                                     |
| ja   | Datei hochladen | Bildstock Platte HERIS-ID: 78090 Objekt-ID: 91733 TKK: 28718                                   | Standort KG: Fließ                                                             | Der gemauerte Bildstock mit Rundbogenfigurennische stammt wohl aus dem 19. Jahrhundert, das überdimensionale Dach auf Stützen aus dem Jahre 1953. In der Nische ein Relief von Maria mit Kind. | BDA-Hist.: Q38151357 Status: § 2a Stand der BDA-Liste: 2025-06-30 Name: Bildstock Platte GstNr.: 4318                                                                                 |
| ja   | Datei hochladen | Kreuzkapelle HERIS-ID: 55351 Objekt-ID: 63977 TKK: 28709                                       | Standort KG: Fließ                                                             | Hier wurden bei Begräbnissen die auswärtigen Toten am Dorfeingang in Empfang genommen. Wegkapelle an der Straße unterhalb von Fließ. Figuren hll. Petrus und Paulus aus dem 17. Jahrhundert. | BDA-Hist.: Q38064900 Status: § 2a Stand der BDA-Liste: 2025-06-30 Name: Kreuzkapelle GstNr.: .149                                                                                     |
| ja   | Datei hochladen | Kapelle hl. Antonius HERIS-ID: 78091 Objekt-ID: 91734 TKK: 28712                               | an der Via Claudia Augusta zwischen Fließ Dorf und Eichholz Standort KG: Fließ | Die Wegkapelle zwischen Fließ und Eichholz stammt aus dem 17. Jahrhundert. Der rechteckige Mauerbau mit schindelgedecktem Satteldach weist einen rundbogigen Eingang auf, der seitlich mit Wandpilastern betont ist. | BDA-Hist.: Q38151367 Status: § 2a Stand der BDA-Liste: 2025-06-30 Name: Kapelle hl. Antonius GstNr.: .333                                                                             |
| ja   | Datei hochladen | Straßenbrücke Pontlatzbrücke HERIS-ID: 78134 Objekt-ID: 91779 TKK: 24364                       | Standort KG: Fließ                                                             | Die Pontlatzer Brücke überquert den Inn an einer Stelle, an der er vermutlich schon von der römischen Via Claudia Augusta gequert wurde. Der heutige Bau aus dem Jahr 1899 ist eine Eisenbogenbrücke mit einem Halbparabelträger mit 63 Metern lichter Weite, der zum Großteil unterhalb der Fahrbahn liegt. | BDA-Hist.: Q2103876 Status: § 2a Stand der BDA-Liste: 2025-06-30 Name: Straßenbrücke Pontlatzbrücke GstNr.: 5536, 5634, 5641/6 Pontlatzer Brücke                                      |
| ja   | Datei hochladen | Denkmal bei der Pontlatzbrücke HERIS-ID: 78135 Objekt-ID: 91780 TKK: 24330                     | Standort KG: Fließ                                                             | Bei der Engstelle an der Pontlatzer Brücke fanden 1703 und 1809 Kämpfe zwischen Tirolern und bayrischen Truppen statt, in denen die Tiroler siegten. Zur Erinnerung wurde 1904 am linken Innufer ein Denkmal errichtet, das auf einem Natursteinmauersockel einen Bronzeadler mit ausgebreiteten Schwingen und einer Fahne in seinen Fängen zeigt. | BDA-Hist.: Q55132069 Status: § 2a Stand der BDA-Liste: 2025-06-30 Name: Denkmal bei der Pontlatzbrücke GstNr.: 1490 Denkmal bei der Pontlatzbrücke, Fließ                             |